# نجيب عويد
نجيب عويد (1870 - 1961) قائد القطاع المركزي في ثورة الشمال السوري بقيادة إبراهيم هنانو. كانت المنطقة تحت إمرته تشمل كفر تخاريم، وقضاء إدلب، وحارم، وجبل سمعان. عاش حياته وفياً للثورة حتى أنسته حياته الشخصية فمات وحيداً دون أن يكون لديه عائلة أو أبناء، ولد ومات ودفن في كفر تخاريم.